# Daniel Rastić
Daniel 'Dane' Rastić (Bunić kraj Korenice, 1794. – Gospić, 5. travnja 1853.) bio je podmaršal u habsburškoj vojsci.

## Životpis
Vojnu službu započinje 1809. godine, kada je obnašao službu stožernog pisara u 2. otočkoj graničarskoj pukovniji. Zatim je do 1814. godine služio je u Napoleonovoj vojsci. Od 1815. godine službovao je kao poručnik 4. slunjske pješačke pukovnije. Istovremeno je predavao u vojnoj školi u Turnju kod Karlovca. Djelovao je pri zagrebačkom vrhovnom zapovjedništvu (1831. – 1841.), a zatim je služio kao časnik 1. ličke graničarske pješačke pukovnije. Od 1845. godine bio je pukovnik te je zapovjeda 9. petrovaradinskom graničarskom pješačkom pukovnijom.
Za vrijeme revolucije (1848.) sudjeluje u preustroju vojske u Hrvatskoj. Godine 1849. postaje general bojnik te ratuje zajedno s banom Jelačićem u Mađarskoj. Zbog zasluga u bitki kraj Tápióbicske odlikovan je 1849. godine Viteškim križem Marije Terezije. Godine 1852. stekao je plemićki status, a sljedeće godine i čin podmaršala.

### Mrežna sjedišta
- Rastić, Dane. Hrvatska enciklopedija, mrežno izdanje. Pristupljeno 15. studenoga 2024.